# Asterix als legioensoldaat

Asterix als legioensoldaat (in het Frans: Astérix légionnaire) is een strip van Asterix, uit 1967. De uitgave tot 2005 draagt de Nederlandse titel Asterix en het 1ste legioen.

## Inhoud
Het verhaal begint met Obelix die verliefd wordt op Walhalla. Zij is echter verloofd met Tragicomix. Wanneer ze bericht ontvangt dat Tragicomix gedwongen is ingelijfd bij het leger van Caesar en als versterking naar Afrika wordt gestuurd (waar een burgeroorlog woedt tussen Caesars Populares en de Optimates onder leiding van Scipio), besluit Obelix uit liefde voor haar Tragicomix te gaan bevrijden. Hij en Asterix besluiten Tragicomix op te sporen en naar Condatum (Rennes) af te reizen om alles uit te zoeken. Het hondje Idéfix dat normaliter in elk avontuur een geheel eigen rol naast Obelix speelt, staat uiterst negatief tegenover de getoonde verliefdheid van Obelix voor Walhalla, doch wordt, als hij in de armen van Walhalla wordt achtergelaten als de helden vertrekken, op slag zelf verliefd op Walhalla.
Na zich door een administratieve rompslomp in Condatum te hebben heengeworsteld, ontdekken Asterix en Obelix dat Tragicomix al naar Afrika verscheept is. Ze besluiten zich dan maar aan te melden als rekruten voor het Romeinse leger om zo ook in Afrika te komen. Ze ondermijnen tijdens de training voortdurend het gezag van de centurio's Hotelterminus en Wattunclus, die tot wanhoop worden gedreven. Zo eisen ze beter eten en andere voorzieningen. De zware oefeningen hebben geen enkel disciplinerend effect daar Asterix met en Obelix zelfs zonder toverdrank de anderen helpen en hun zware lasten dragen. Bovendien willen Asterix en Obelix zo snel mogelijk naar Afrika. Als gevolg hiervan is de eenheid waarvoor ze worden opgeleid allesbehalve goed voorbereid op de komende gevechten. De trip naar Massilia (Marseille) gevolgd door een bootoversteek waarin de legionairs moeten roeien, lijkt dan ook meer op een vakantietrip dan op een veldtocht. De Egyptische legionair Tennis verkeert dan ook het hele album in de waan dat hij op vakantie is.
Wanneer onze vrienden eenmaal in Afrika zijn aangekomen, blijkt Tragicomix reeds gevangen te zijn genomen door de Optimates in een eerdere veldslag. Asterix en Obelix gaan hem bevrijden, waarbij ze meteen het kamp van de Optimates met de grond gelijk maken. Deze denken dat de Populares hen aanvallen, waarna beide partijen zich klaar maken voor de strijd. De Galliërs bezorgen met hun gedrag Caesar onbedoeld de overwinning in de Slag bij Thapsus. Uit dank laat Caesar hen terugkeren naar hun dorp, met Tragicomix.
Obelix is over zijn verliefdheid heen. Maar Walhalla geeft Asterix als dank voor het terugbrengen van haar geliefde een dikke kus, en nu heeft Asterix het zwaar te pakken.

## Personages uit het verhaal
Naast de algemene personages die in alle strips voorkomen spelen een rol in dit verhaal:
- Hotelterminus, de centurio van het centurie (1e legioen, 3e cohort, 2e manipel, 1e centurie) waar Asterix en Obelix in verzeild raken. Hij probeert zijn legionairs in bedwang te houden, maar dit lukt niet. Naar "Hôtel Terminus".
- Wattunclus (oorspronkelijk Belinconnus), de collega van Hotelterminus. Hij gaat mee als tweede leider, en het is zijn taak de legionairs klaar te stomen voor de oorlog. Dit zorgt voor komische situaties. Naar "wat een klus". In de oorspronkelijke uitvoering is hij de 'nobele onbekende' (le bel inconnu).
- Tonnic (oorspronkelijk Chimeric), een Goot die in het centurie zit. Hij spreekt echter een andere taal (het Gotisch) en daardoor moet de tolk alles voor hem vertalen, wat tot humoristische situaties leidt. Naar tonic, een drankje voor aperitieven of "tonus".
- Colatic (oorspronkelijk Figuralégoric, allegorisch figuur), een Goot die afgewezen wordt voor het leger omdat hij te mager is. Met andere klemtoon een mixdrankje.
- Vlamix, een Belg die in het centurie zit. Hij is om onbekende reden in het legioen gegaan en probeert er het beste van te maken door veel humor te gebruiken. Zijn naam betekent letterlijk 'Vlaming', en hij spreekt ook met een 'Vlaams' accent. De hoorns op zijn helm zijn "flochen", oftewel pensworst.
- Minitax (oorspronkelijk Faupayéletax, de belasting moet betaald worden), een Brit die in het centurie zit. Hij is nogal een vreemd figuur, met zijn eigen gebruiken. Hij is de enige die het smerige soldatenvoedsel lekker vindt omdat hij als Brit nog erger gewend is.
- Tennis (oorspronkelijk Courdeténis), een Egyptenaar die in het centurie zit. Hij praat alleen Egyptisch, en door een misverstand is hij in het leger gekomen. Hij dacht dat hij zich aan het inschrijven was voor een vakantie. Zelfs aan het eind van het verhaal denkt hij nog steeds dat hij op vakantie is, hoewel hij zegt dat de kameraadschap hem aan zijn diensttijd doet denken. Ook zijn naam is een verwijzing naar een typische vakantiesport.
- Plazadetoros, een Griek die in het centurie zit. Hij ligt voortdurend overhoop met zijn centurion over geld en als hij even de kans krijgt probeert hij wat bij te verdienen door bijvoorbeeld te dobbelen. Hoewel hij een Griek is, verwijst zijn naam naar het Spaans voor een arena voor stierengevechten.
- Een tolk, een klein mannetje dat meereist met het centurie om te vertalen wat Tennis en Tonnic zeggen
- Acidohydrochlorus ook wel HCL genoemd, spion. Zijn schuilnaam is afgeleid van de chemische naam voor zoutzuur. In eerdere versies werd hij aangeduid met CO2.[bron?]
- De kok van het legioen die mee naar Afrika gaat met de nieuwe rekruten. Aanvankelijk is hij niet welwillend om de soldatenkost in te ruilen voor een meer verfijnd dieet, tot Obelix hem "beleefd" op andere gedachten brengt (en in de grote ketel soldatenkost mept). Nadien heeft hij er duidelijk plezier in zich culinair in te zetten.
- "Ouwe Stomp", een oudgediende legionair in het Afrikaanse kamp die Asterix en Obelix helpt Tragicomix te lokaliseren en zich dankbaar opstelt voor de wijze waarop hij culinair beloond wordt.
- Scipio, de vijand van Caesar in het verhaal. Hij is de leider van het legioen dat in oorlog is met Caesar. Doordat hij een historische persoon is, moest worden afgeweken van de gewoonte alle Romeinse namen op -us te laten eindigen.
- Tragicomix, de Galliër voor wie Asterix en Obelix dienst nemen. Hij is geronseld door de Romeinen in Condatum en de verloofde van Walhalla. Zijn naam is een verwijzing naar tragikomedie, een klassieke toneelvorm.
- Walhalla: de jonge blondine en dochter van Aquaplantix (Asterix en Latraviata) op wie Obelix een oogje heeft, en de verloofde van Tragicomix. Haar naam is een verwijzing naar het heldenrijk voor onder meer de Vikings en de Goten, het Walhalla.

## Achtergrond
- Dit is het eerste Asterix-album waarin Asterix en Obelix beide interesse tonen in vrouwen, Obelix in het begin en Asterix op het einde.
- De centurie waartoe Asterix en Obelix behoren, komt aan kort voordat de strijd om Thapsus los zou barsten, die daadwerkelijk plaatsvond tussen Julius Caesar en Metellus Scipio.
- Tijdens de overvaart naar Africa worden de piraten ingemaakt. Hun vlot is een weergave van het schilderij Het vlot van Medusa van Théodore Géricault. Een beduusde schipbreukeling verzucht: Je suis médusé! ("ik sta versteld"). In het Nederlands werd er geen woordgrap gemaakt, in de Engelse vertaling van Derek Hockridge luidt de verzuchting We've been framed, by Jericho!, hetgeen in zijn tweede betekenis gelezen moet worden als "We zijn erin gelijst door Géricault".
- Eveneens tijdens de overvaart wordt er grapjes gemaakt met de Egyptische hiëroglyfen die verwijzen naar 'haar op je ...'-gags.
- Op meerdere momenten breken diverse personages in tranen uit, wat door sommigen wordt geïnterpreteerd dat betreffend personage 'verliefd' is. In het geval van Wattunclus en Hotelterminus is het eerder op van de zenuwen dat hen in tranen uit doet barsten door de klucht die Asterix en Obelix van hun opleiding maken.
- Veel van de rekruten die samen met Asterix en Obelix zich inschrijven bij het leger, zijn stereotypen op verschillende bevolkingsgroepen. Zo heeft de Belg dezelfde kuif als Kuifje en zijn de hoorns van zijn oorspronkelijke helm eigenlijk pensworsten ('flochen' of 'panchen'), praat de Egyptenaar enkel in hiërogliefen, is de Brit de enige die het slechte eten in het leger waardeert (omdat de Britse keuken nog veel erger is), discuteert de Griek over de soldij en zijn de Goten ofwel stevig ofwel graatmager.
- Enkele elementen van het verhaal, zoals het aansluiten door Asterix en Obelix bij het leger om Tragicomix te redden, zijn terug te vinden in de film Asterix contra Caesar. In de film is echter Walhalla ook een gevangene, en brengt de zoektocht hen uiteindelijk naar Rome, wat eerder verwijst naar Asterix als gladiator. Daar is het Kakofonix die gered moet worden. De rol van de rekruten is ook anders: zo is de Griek een Iberiër en is het de Goot die over de soldij kibbelt.
- Er worden enkele klassieke spreuken uit het Latijn en het Grieks in de strip verwerkt:
  - 'Cogito ergo sum' ('ik denk, dus ik ben') van René Descartes.
  - De vraag "Met de T van 'Timeo Danaos et dona ferentes'?" ('Ik vrees de Grieken, al brengen zij geschenken') wordt als running gag ingezet: verwijzend naar het Paard van Troje en de Aeneis van Vergilius.